# Popioły (Koejavië-Pommeren)
Popioły is een voormalig dorp in de Poolse woiwodschap Koejavië-Pommeren. De plaats maakt deel uit van de gemeente Wielka Nieszawka.